# (7095) Lamettrie
(7095) Lamettrie es un asteroide perteneciente al cinturón de asteroides descubierto el 22 de septiembre de 1992 por Eric Walter Elst desde el Observatorio de La Silla, Chile.

## Designación y nombre
Lamettrie se designó al principio como 1992 SB22.
Más adelante, fue nombrado en memoria del médico y filósofo francés Julien Offray de La Mettrie (1709-1751). Tras publicar Traité de l'Ame en 1745, tuvo que huir a Holanda, donde publicó L'Homme-Machine (1748). "'Alma' es sólo una palabra vacía. La materia por sí misma tiene la facultad de percepción". En su última obra Discours préliminaire (1751), escribió: "¿Cómo se puede pensar que el razonamiento es peligroso? Nunca ha conducido a fanáticos, sectas o incluso teólogos".

## Características orbitales
Lamettrie orbita a una distancia media de 3,052 ua del Sol, pudiendo alejarse hasta 3,364 ua y acercarse hasta 2,740 ua. Tiene una excentricidad de 0,102 y una inclinación orbital de 2,991 grados. Emplea en completar una órbita alrededor del Sol 1947,54 días.
Los próximos acercamientos a la órbita de Júpiter ocurrirán el 29 de octubre de 2026, el 9 de mayo de 2036 y el 7 de noviembre de 2084.

## Características físicas
La magnitud absoluta de Lamettrie es 14,20. 